# Jean Guizerix
Jean Guizerix, né le 27 octobre 1945 à Paris 6e, est un chorégraphe et danseur étoile français.

## Biographie

### Carrière

#### Débuts
Il se présente à une audition de l'Opéra de Paris où il est engagé en 1964.
En 1969, Roland Petit lui confie son premier rôle de soliste au Palais Garnier. Il participe aux spectacles « contemporains » donnés par l’Opéra Studio sous la direction de Michel Descombey. Il est créateur des premières chorégraphies que signent Michel Caserta, Jacques Garnier, Patrick Frantz, Norbert Scmucki, Daini Kudo.
En avril 1971, il est le partenaire de Claire Motte dans La Péri. Six mois plus tard il devient premier danseur et est nommé danseur étoile en 1972.

#### Rencontre avecCunningham
Lors de la venue de Merce Cunningham au Palais Garnier en 1973, pour la création d’Un jour ou deux, Jean Guizerix travaille avec le chorégraphe dont il a suivi les recherches lors d’un voyage aux États-Unis. Il est parmi les interprètes que choisissent George Balanchine pour Agon, Jerome Robbins pour En Sol.
Il est le partenaire de Rudolf Noureev dans La Pavane d'un Maure, de José Limón au Palais des sports de Paris en 1974 et de 1976 à 1986 dans le duo des Chants du Compagnon errant (Mahler- Béjart).
À l'Opéra, il prend part aux créations mondiales de Glen Tetley, John Butler, Brian MacDonald, Félix Blaska, Oscar Araïz, Youri Grigorovitch, Rudolf Noureev, Alwin Nikolais, Lucinda Childs, Douglas Dunn, Karole Armitage, Andy Degroat, Dominique Bagouet.

#### Chorégraphe et directeur de compagnie
Jean Guizerix, tout en poursuivant sa carrière d’étoile, construit une œuvre de chorégraphe ouverte au monde contemporain : O Tod, Oarystis, Hélios, Comme un souffle, Oiseaux tristes, Ondine, Tristia, Histoire du soldat, Afin qu’il n’y soit rien changé, Grange, Mnémosyne, La Conjuration (René Char), Penthésilée, Double je (Prix Carpeaux 1985).
Il contribue à l’intégrale d’Erik Satie à l’Opéra-Comique (1970) et met en scène Mavra d’Igor Stravinsky, ainsi que son cycle de Mélodies avec l'École d'Art lyrique (1987). Il participe aux reconstitutions baroques de Francine Lancelot : Quelques pas graves de Baptiste en 1985 et Atys en 1987, tout en dansant Antony Tudor ou Twyla Tharp.
En 1986, il crée avec Wilfride Piollet une compagnie avec, pour répertoire, des œuvres signées Jerome Robbins, Merce Cunningham, George Balanchine, Jiří Kylián, José Limón, Yvonne Rainer, Francine Lancelot, Daniel Larrieu ou Andy Degroat.

##### Départ de l'Opéra de Paris
À l’occasion de son départ, il réalise une « Carte Blanche » sur la scène du Palais Garnier en 1990.
Il est ensuite invité par Jerome Robbins à New York, pour interpréter Watermill en 1992 et 1995 avec le New York City Ballet.
Il crée en 1994 Les sept dernières paroles du Christ de Joseph Haydn, chorégraphiées par Christine Bastin, Mark Tompkins, Michel Kelemenis, Dominique Boivin, François Raffinot, François Verret, Andy Degroat, Daniel Larrieu, au festival de danse à Aix-en-Provence.
Il signe les chorégraphies de plusieurs ouvrages lyriques à l'Opéra Bastille : Les Noces de Figaro, Manon, La Dame de pique, Idoménée. En juillet 1996, il présente sur la scène de l’Opéra Garnier un travail sur le répertoire du début du XIXe siècle : Cahiers 1830 d'Arthur Saint-Léon.

#### Pédagogue
De 1990 à 1998, il enseigne au Conservatoire national supérieur de musique et de danse de Paris.
De septembre 1998 à décembre 2000, il est maître de ballet à l’Opéra de Paris, avant de devenir conseiller pour la danse au Ministère de l'Éducation nationale en octobre 2000. En janvier 2003 il est nommé directeur artistique du Ballet du Nord pour une période intérimaire de quelques mois.
Aujourd’hui, il enseigne et chorégraphie librement, particulièrement désireux de transmettre dans des compositions ré-inventées, les écrits de Henri Justamant, chorégraphe de la fin du XIXe siècle. Déjà des expériences au Grand théâtre de Dijon, au CNR de Paris, à la Cité de la Musique et de la Danse de Strasbourg, au Conservatoire de Poissy, à l'École nationale supérieure de Danse de Marseille ont été montrées.
En 2016 propose une nouvelle version de Justamant-Pas pour les étudiants du CNSMDP.

#### Diversification
En 2003 il publie Le Moulin de Jerry (éditions Sens et Tonka), "Aile jusqu'au bout m'aime" (éditions l'Une et l'Autre)/ et Plumes abandonnées (L'Une et l'Autre).
Il signe la chorégraphie de diverses mises en scène (Spectacle Molière à la Comédie-Française, Orphée aux Enfers et La Traviata à Dijon, L'Histoire du Sodat au Festival d'été à Paris). Il crée le ballet Justamant-Pas en 2004 et met en piste Anonymes pour les étudiants de l’École du Cirque de Rosny en 2006.
Avec Dalila Khatir et Cyril Atanassoff, il est interprète du spectacle Cartel de Michel Schweizer en 2013.
Il signe la chorégraphie de Passion au Théâtre du Châtelet dans une mise en scène de Fanny Ardant et crée un duo dans la chorégraphie de Raphaël Cottin Parallèles au Festival de Tours 2017
En 2017-2018, il joue en tant que comédien dans la pièce Actrice de Pascal Rambert.

### Vie privée
Il est le mari de la danseuse étoile Wilfride Piollet de 1971 jusqu'à la mort de celle-ci en 2015. Ils sont parents d'un fils, Rémy.

## Distinctions
Grand Prix national de la Danse 1984, il est nommé Chevalier de l’Ordre national du Mérite en 1989.
Il est Officier des Arts et des Lettres (2001).
Il est nommé Chevalier de la Légion d'Honneur en janvier 2012.